# استوارت مارتین
استوارت مارتین (به انگلیسی: Stuart Martin) (زاده ۸ ژانویهٔ ۱۹۸۶) بازیگر اسکاتلندی است.
از کارهای معروف او می‌توان به بازی در فیلم‌های ارتش دزدان و ماه سرکش اشاره کرد.

## فیلمشناسی

### فیلم
- ارتش دزدان
- ماه سرکش

### مجموعه تلویزیونی
- تاگارت
- بازی تاج‌وتخت
- مسیرهای عبور
- شاهد خاموش
- مدیچی
- خانم اسکارلت و دوک